# Branchweilerhof

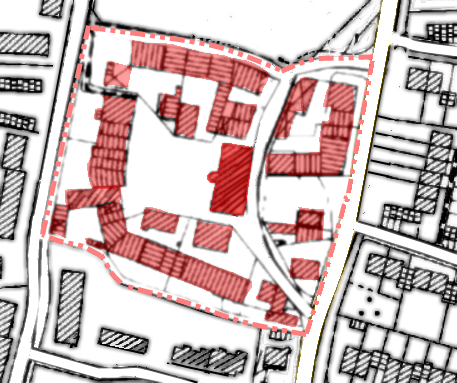
Bebauung der Kernzone Branchweilerhof (2014)

Der Branchweilerhof ist als Denkmalzone eingestuft.

## Geographische Lage
Der Branchweilerhof stellt einen ehemaligen Gutshof dar, der dort Jahrhunderte hindurch betrieben wurde und mit umliegenden Gebäuden einen Weiler bildete. Er wird heute eingeschlossen von der Branchweilerhofstraße im Norden, der Adolf-Kolping-Straße im Osten sowie der Stettiner Straße im Süden und Westen. Die Straße, die von der Adolf-Kolping-Straße aus die Kernzone erschließt, heißt wie diese Branchweilerhof.

## Geschichte

### Anfänge
Der erste urkundliche Nachweis des Hofes geht auf das Jahr 1190 zurück; in einer Urkunde aus dem Jahre 1225 ist das Gehöft als „Branchvillare“ verzeichnet. Aus der Bezeichnung „Weiler“ lässt sich schließen, das schon damals der eigentliche Hof von weiteren Gebäuden umgeben war. In der Neuzeit, bis in die 1980er Jahre, wurde der Name Branchweilerhof als Synonym für das gesamte Stadtviertel verwendet; erst gegen Ende des 20. Jahrhunderts setzte vor Ort die Rückbesinnung auf die ursprüngliche Bezeichnung Branchweiler ein, die auch in der Zeit der bayerischen Verwaltung der Pfalz in Gebrauch war.

### Spital
Mit Zustimmung von Pfalzgraf Ludwig dem Strengen ließ der Speyerer Domdekan Albert von Mußbach, der 1277 ermordet wurde, ab 1275 auf seinem Allod beim heutigen Branchweilerhof ein Spital für das noch junge Neustadt erbauen. In jener durch Seuchen gefährdeten Zeit war man bemüht, solche Häuser möglichst abseits von größeren Ansiedlungen zu errichten. Pfalzgraf Johann Casimir überließ 1578 den Nießbrauch des Branchweilerhofs der Neustadter Universität Casimirianum; aus dem Hofertrag waren dem Casimirianum jährlich 11 Fuder Wein und 300 Malter Getreide zu zollen.
Im Jahre 1597 wurde der große Mittelbau mit dem Turm auf den alten Fundamenten des Hofes neu erbaut. Der Treppenturm von 1598 mit dem Renaissanceportal, das eine Höhe von 2,5 m und eine Breite von 1 m aufweist, ist mit Rundstäben profiliert, die sich an den Ecken überschneiden. Das Portal hat einen Aufsatz mit großer Muschel und Rosetten. Darüber eingemauert ist eine ebenfalls aus der Renaissancezeit stammende Ädikula mit zwei Säulchen aus rotem Sandstein, die stark beschädigt sind. Am Turmeingang befand sich die lateinische Bauinschrift mit der Titulatur des Kurfürsten Friedrich IV. (1574–1610):

“Fridericus IIII D[ei] G[ratia] com[es] pal[atinus] reni utri[usque] Bavar[iae] dux sac[ri] rom[ani] imp[erii] archidapifer elect[or] sept[emvir]”

„Friedrich IV., von Gottes Gnaden Pfalzgraf bei Rhein, Herzog beider Bayern, des Heiligen Römischen Reiches Erztruchsess, Kurfürst, Septemvir“

### Mennoniten
1671 ließen sich aus der Schweiz vertriebene Mennoniten als „Temporalbeständer“, also als Pächter, hier nieder und bildeten eine mennonitische Gemeinde. Es waren zunächst drei Familien mit ihren Kindern: Fritz Dester und seine Frau Elisabetha, Jakob Weber und seine Frau Barbara sowie Daniel Stauffer und seine Frau Anna. Sie bearbeiteten die umliegenden Ländereien, die teilweise noch vom Dreißigjährigen Krieg her verödet waren. Nach elf Jahren war es den Siedlern möglich, den Branchweilerhof als „Erbbeständer“, also in Erbpacht, zu übernehmen. Der Erbbestandsbrief vom 28. September 1682 wurde von Kurfürst Karl II. ausgestellt. Im Jahre 1732 war die Gemeinde auf 25 Familien angewachsen.
Erstmals 1740 und auch später gelegentlich beschuldigte man die Mennoniten, „heimliche Zusammenkünfte“ abzuhalten. Die Jesuiten in Neustadt, von 1700 bis 1773 Eigentümer des Hofguts, stellten ihnen jedoch positive Zeugnisse aus, die vor allem ihren landwirtschaftlichen Eifer lobten und sich nur milde von ihren religiösen Gebräuchen distanzierten.
Die Mennonitengemeinde im Branchweilerhof, der die aus dem Jahr 1275 stammende und gleichfalls denkmalgeschützte Kapelle im Osten der Kernzone gehört, besteht nach mehr als drei Jahrhunderten weiterhin. Die Nachkommen der Siedlerfamilie Lichti pflegen eine genealogische Datenbank, die mehr als 20.000 Personen enthält.